# Path Vol. 1 & 2
Path Vol. 1 & 2 - singiel fińskiej grupy muzycznej Apocalyptica, promujący jej trzeci album studyjny zatytułowany Cult. Wydawnictwo, w formie płyty CD ukazało się 26 marca 2001 roku nakładem wytwórni muzycznej Island Records. Na płycie znalazły się utwory: instrumentalny „Path (Vol. 1)” i „Path (Vol. 2)” nagrany z gościnnym udziałem wokalistki Sandra Nasić, znanej z występów w niemieckim zespole Guano Apes. Ponadto na wydawnictwie znalazły się piosenki „Pray” i „Romance”, które zostały zarejestrowane podczas występu Apocaliptiki w monachijskiej Muffathalle 24 października 2000 roku.
Nagrania „Path (Vol. 1)” i „Path (Vol. 2)” były promowane teledyskami, które wyreżyserowali, odpowiednio Carsten Gutschmidt i Kai Sehr.

## Lista utworów
Opracowano na podstawie materiału źródłowego.
| Nr | Tytuł utworu     | Słowa                | Muzyka         | Długość |
| -- | ---------------- | -------------------- | -------------- | ------- |
| 1. | „Path (Vol. 2)”  | Sandra Nasić         | Eicca Toppinen | 3:24    |
| 2. | „Path (Vol. 1)”  | utwór instrumentalny | Eicca Toppinen | 3:06    |
| 3. | „Pray (Live)”    | utwór instrumentalny | Eicca Toppinen | 4:23    |
| 4. | „Romance (Live)” | utwór instrumentalny | Eicca Toppinen | 3:44    |
|    |                  |                      |                | 14:37   |

## Twórcy
Opracowano na podstawie materiału źródłowego.
| Zespół Apocalyptica w składzie - Eicca Toppinen – wiolonczela - Paavo Lötjönen – wiolonczela - Perttu Kivilaakso – wiolonczela - Max Lilja – wiolonczela Dodatkowi muzycy - Sandra Nasić – wokal prowadzący (1) |  | Produkcja - Clemens Matzenick – inżynieria dźwięku (1) - Fabio Trentini – realizacja nagrań wokali (1) - T-T Oksala – miksowanie (1) - Mika Jussila – mastering (1, 2) - Mikko Karmila – miksowanie (2) - Meelis Niin – miksowanie (3, 4) Inni - Eero Heikkinen, Juri Patrikainen – opracowanie graficzne - Olaf Heine – zdjęcia |

## Notowania
| Lista                   | Kraj       | Pozycja |
| ----------------------- | ---------- | ------- |
| Ö3 Austria Top 40       | Austria    | 58      |
| Media Control Charts    | Niemcy     | 41      |
| Suomen virallinen lista | Finlandia  | 4       |
| Schweizer Hitparade     | Szwajcaria | 100     |